# Чемпионат России по конькобежному спорту 1907
Чемпионат России по конькобежному спорту в классическом многоборье 1907 года — 19-й чемпионат России, который прошёл 15 февраля 1907 года в Москве на катке Зоологического сада. В первенстве принимали участие только мужчины — 17 конькобежцев (10 мужчин и 7 юниоров).
Чемпионом России в четвёртый раз подряд стал москвич Николай Седов, призёром — Николай Струнников (Москва) и Григорий Блювас (в других источниках — Георгий Блювас) (Санкт-Петербург).
Впервые на первенстве были разыграны награды среди юниоров на дистанции 1500 метров. Первым чемпионом России среди юниоров стал Ф. Милохин, призёрами — Р. Севастьянов и Н. Гонтсяров.
С 1895 года чемпион определялся по итогам выступления на двух дистанциях 1500 и 5000 метров. Забеги осуществлялись парами. Для завоевания звания чемпиона России необходимо было победить на обеих дистанциях.

## Результаты чемпионата. Мужчины
| место     | спортсмен          | город           | 1500 м      | 5000 м         |
| --------- | ------------------ | --------------- | ----------- | -------------- |
| 1         | Николай Седов      | Москва          | 2.37,6 (1)  | 9.29,8 (1)     |
| 2         | Николай Струнников | Москва          | 2.39,6 (2)  | 9.37,8 (2)     |
| 3         | Григорий Блювас    | Санкт-Петербург | 2.45,0 (3)  | 9.54,8 (3)     |
| 4         | Н. Лакин           | -               | 2.48,0 (4)  | 9.55,6 (4)     |
| 5         | Прокопий Лопухин   | Саратов         | 2.49,6 (5)  | 9.57,0 (5)     |
| 6         | Николай Рундяльцев | Санкт-Петербург | 2.54,6 (6)  | 10.37,6 (7)    |
| 7         | М. Успенский       | -               | 2.59,6 (9)  | 10.20,0 (6)    |
| без места | Н. Беляев          | Москва          | 2.54,8 (7)  | не финишировал |
| без места | Х. Успенский       | -               | 2.55,4 (8)  | -              |
| без места | С. Серин           | -               | 3.01,4 (10) | -              |

## Результаты чемпионата. Юниоры
| место | спортсмен      | город | 1500 м |
| ----- | -------------- | ----- | ------ |
| 1     | Ф. Милохин     | -     | 2.53,6 |
| 2     | Р. Севастьянов | -     | 2.56,8 |
| 2     | Н. Гонтсяров   | -     | 2.56,8 |
| 4     | В. Никифоров   | -     | 2.57,0 |
| 5     | В. Соловьёв    | -     | 3.00,0 |
| 6     | И. Иванов      | -     | 3.00,4 |
| 6     | И. Галахов     | -     | 3.00,4 |